# Йорґ Мюле
Йорґ Мю́ле (нім. Jörg Mühle; * 1973, Франкфурт-на-Майні) — німецький ілюстратор і дитячий письменник.

## Біографія
Народився в 1973 році у Франкфурті-на-Майні, пізніше навчався в Академії дизайну в Оффенбаху та Національній школі мистецтв у Парижі.
У 2000 році отримав диплом дизайнера, та розпочав ілюструвати книги та журнали.
Учасник Labor Ateliergemeinschaft (студійної спільноти «лабораторія») Франкфурта та незалежний ілюстратор. 
З 2005 по 2007 рік працював як запрошений професор «малювання» у навчальній програмі дизайну, університету прикладних наук в Майнці.
Зараз живе в рідному місті, виховує доньку та ілюструє дитячі книги, газети й журнали.
Захоплення: читання, прослуховування музики, коні й блокфлейта.

## Нагороди
- Die besten 7 Bücher für junge Leser (Кращі 7 книг для молодих читачів)
- Leipziger Lesekompass (Читальний компас Лейпцига)
- Deutscher Jugendliteraturpreis (Німецька молодіжна літературна премія)Jörg Mϋhle. Архів оригіналу за 12 лютого 2019. Процитовано 11 лютого 2019.

## Переклади українською
- 2019 — «Витри слізки зайченяті». Переклад Олександри Григоренко (видавництво «Чорні вівці»[5])
- 2019 — «Зайченя купається». Переклад Олександри Григоренко (видавництво «Чорні вівці»[6])
- 2019 — «І ще почухаєш за вушком?». Переклад Олександри Григоренко (видавництво «Чорні вівці»[7])